# Formació de Winton
La Formació de Winton és una formació del Cretaci situada en el centre-oest de Queensland, Austràlia. El dinosaure sauròpode Austrosaurus fou trobar en la formació de Winton del Cretaci inferior.
Aquesta formació és una unitat rocosa que cobreix àrees extenses del centre-oest de Queensland. Està constituïda per roques sedimentàries com el gres i l'argila. Els sediments que van formar aquestes roques deriven de restes de les planes fluvials que van omplir una conca a l'esquerra del mar Eromanga - un mar interior que cobria extenses zones de Queensland i de l'Austràlia central almenys quatre vegades durant el Cretaci inferior.
En algunes àrees la formació Winton fa més de 400 metres de gruix.

## Fauna
Una petjada fòssil (icnita), Wintonopus, va ser trobada juntament amb les de dos gèneres de dinosaures més a la pedrera Lark a Austràlia, Tyrannosauropus i Skartopus, a la formació de Winton.
| Dinosaures de la formació de Winton                            | Dinosaures de la formació de Winton                                                                         | Dinosaures de la formació de Winton                     | Dinosaures de la formació de Winton | Dinosaures de la formació de Winton |
| Tàxon                                                          | Presència                                                                                                   | Descripció                                              | Imatges                             |                                     |
| -------------------------------------------------------------- | --- | ------------------------------------------------------- | ----------------------------------- | ----------------------------------- |
| Gènere: - Australovenator 1. A. wintonensis'                   | 1. Geogràficament localitzat a Queensland, Austràlia.                                                       | Teròpode de 2 metres d'alçada i 5 metres de longitud    |                                     |                                     |
| Gènere: - Wintonotitan 1. W. wattsi                            | 1. Geogràficament localitzat a Queensland, Austràlia.                                                       | Sauròpode herbívor gegant, d'uns 16 metres de longitud. |                                     |                                     |
| Gènere: - Diamantinasaurus 1. D. matildae                      | 1. Geogràficament localitzat a Queensland, Austràlia.                                                       | Gran sauròpode herbívor de 16 metres de longitud.       |                                     |                                     |
| Gènere: - Austrosaurus 1. Austrosaurus sp.                     | 1. Geogràficament localitzat a Queensland, Austràlia.                                                       |                                                         |                                     |                                     |
| - Euornithopoda 1. Rastres.                                    | 1. Geogràficament localitzat a Queensland, Austràlia.                                                       |                                                         |                                     |                                     |
| Ordre: - Ornithischia 1. Restes indeterminades.                | 1. Geogràficament localitzat a Queensland, Austràlia.                                                       |                                                         |                                     |                                     |
| Ordre: - Saurischia 1. Restes indeterminades.                  | 1. Geogràficament localitzat a Queensland, Austràlia.                                                       |                                                         |                                     |                                     |
| Infraordre: - Sauropoda 1. Gènere sense descriure. 2. Rastres. | 1. Geogràficament localitzat a Queensland, Austràlia. 2. Geogràficament localitzat a Queensland, Austràlia. |                                                         |                                     |                                     |